# Todd Reynolds
Pour les articles homonymes, voir Reynolds.
Todd Reynolds est un violoniste, compositeur et chef d'orchestre américain, membre de différents ensembles musicaux comme Bang on a Can et le Steve Reich and Musicians.

## Biographie
Todd Reynolds a fait ses études auprès de Jascha Heifetz. Il s'oriente vers la musique contemporaine notamment en participant sur la scène new-yorkaise aux créations de musique minimaliste et de musique électronique. Après avoir été un membre fondateur du quartuor Ethel en 1998, au sein duquel il développa ses techniques d'improvisation, il quitte en 2005 la formation pour rejoindre à plein temps l'ensemble de Steve Reich, le Steve Reich and Musicians (avec lequel il joue depuis 1990) et collaborer avec divers musiciens et compositeurs comme Anthony Braxton, John Cale, Steve Coleman, Joe Jackson, Dave Liebman, Yo-Yo Ma, Graham Nash, Kenny Werner, Betty Buckley, Meredith Monk, Ingram Marshall, Phil Kline, ou Todd Rundgren. Il collabore également de longue date avec le Bang on a Can.

## Compositions
- Outerborough